# Vadpatak

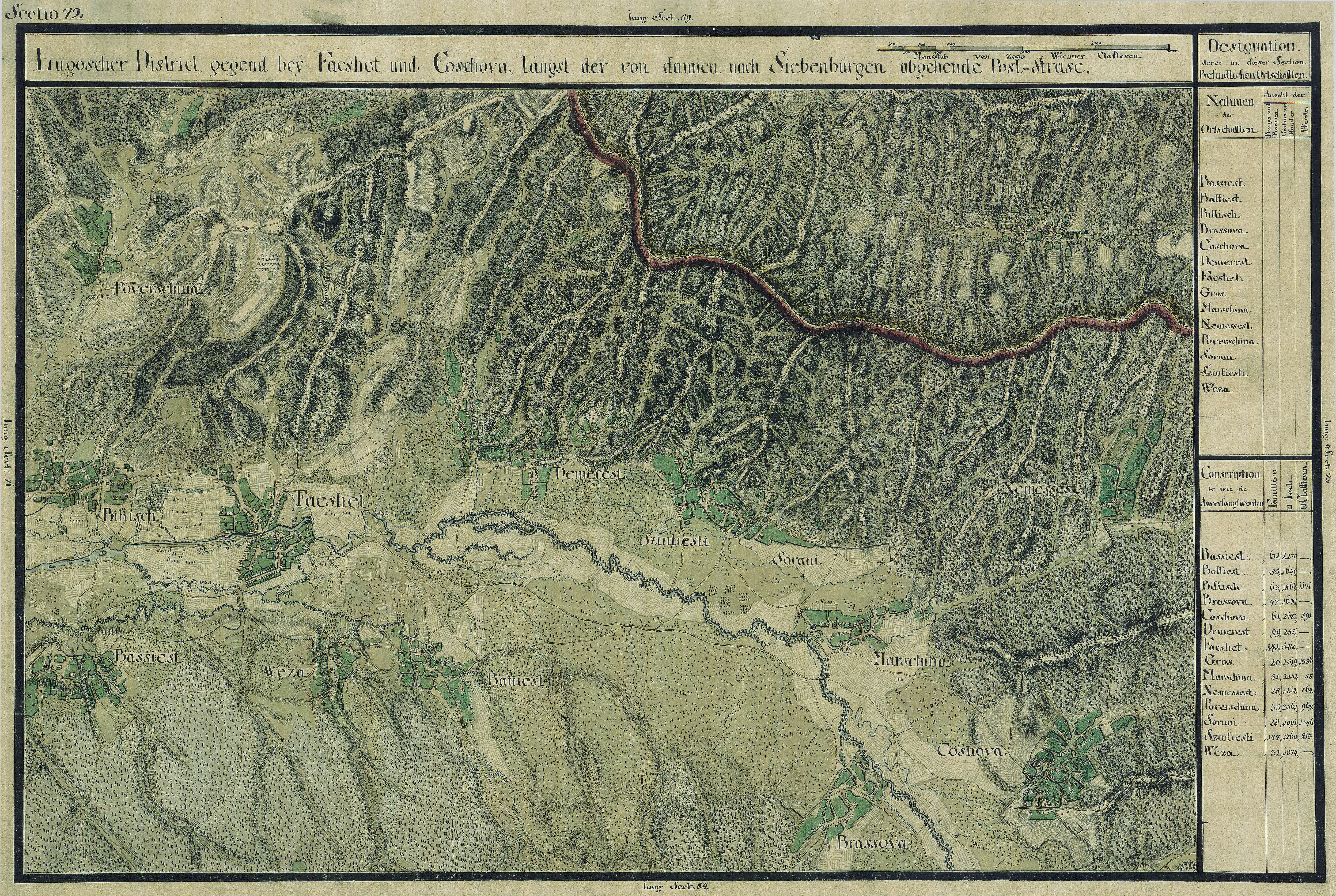
Vadpatak egy 1700-as évekből való térképen

Vadpatak románul: Bătești, település Romániában, a Bánságban, Temes megyében.

## Fekvése
Facsádtól délkeletre, a Bégába ömlő hasonló nevű patak jobb partján Facsád és Avasfalva közt fekvő település.

## Története
Vadpatak nevét 1597-ben említette először oklevél Balyest néven. 1598-ban Batest, 1808-ban Batiest, Batiesti, 1888-ban Batyest, 1913-ban Vadpatak néven írták.
A trianoni békeszerződés előtt Krassó-Szörény vármegye Facsádi járásához tartozott.
1910-ben 532 lakosából 520 román, 10 cigány, 2 magyar volt. Ebből 529 görögkeleti ortodox volt.

## Látnivalók
- 18. századi fatemploma a romániai műemlékek jegyzékében a TM-II-m-A-06179 sorszámon szerepel.[1]
- Húsz hektáron nárciszrezervátum.[2]